# Поляна (Альменєвський округ)
Поля́на (рос. Поляна) — присілок у складі Альменєвського округу Курганської області, Росія.
Населення — 185 осіб (2010, 266 у 2002).
Національний склад станом на 2002 рік:
- башкири — 60 %
- росіяни — 32 %